# Marco Delvecchio
Marco Delvecchio (Milano, 7. travnja 1973.) je talijanski umirovljeni nogometaš i bivši nacionalni reprezentativac. Čak deset godina proveo je igrajući za AS Romu dok se nakon igračkog umirovljenja zaposlio kao radijski komentator na jednoj privatnoj rimskoj radio postaji.
Delvecchio je bio svestrani igrač koji je osim kao napadač mogao igrati i u veznom redu. Bio je odličan u zračnim duelima, pozicioniranju na terenu, driblingu te napadačkoj realizaciji.

## Karijera

### Klupska karijera
Delvecchio je igrao za Inter, Veneziju i Udinese prije nego što je 1995. godine potpisao za AS Romu. Za rimski klub je nastupao čak deset sezona te je s njime 2001. osvojio scudetto i talijanski Superkup. 2005. je napustio klub te nastupao po jednu sezonu za Bresciju, Parmu i Ascoli. 10. svibnja 2007. je sporazumno raskinuo s Ascolijem a razlog su bili igračeva ozljeda koljena te ispadanje kluba u Serie B.
Prije prekida nogometne karijere, Delvecchio je još igrao u niželigašu Pescatori Ostiji.

### Reprezentativna karijera
Igrač je s talijanskom U21 reprezentacijom 1996. osvojio europsko juniorsko prvenstvo a iste godine je s njome igrao i na Olimpijadi u Atlanti.
Sa seniorskim sastavom je na EURU 2000. nastupio u finalu a s njome je još bio i na Svjetskom prvenstvu 2002.

## Osvojeni trofeji

### Klupski trofeji
| Klub    | Trofej              | Godina / sezona |
| Italija | Italija             | Italija         |
| ------- | ------------------- | --------------- |
| AS Roma | Serie A             | 2000./01.       |
| AS Roma | Supercoppa Italiana | 2001.           |

### Reprezentativni trofeji
| Turnir                 | Trofej | Godina |
| ---------------------- | ------ | ------ |
| Europsko U21 prvenstvo | Zlato  | 1996.  |
| EURO 2000.             | Srebro | 2000.  |

### Ordeni
- Cavaliere Ordine al Merito della Repubblica Italiana: 2000.

## Vanjske poveznice
- Soccerbase.com
- National Football Teams.com
- Tutto Calciatori.net